# Consórcio Inframérica
O Consórcio Inframérica Aeroportos, a maior operadora aeroportuária privada do mundo é fruto da união da Infravix Empreendimentos S/A, empresa controlada pelo Grupo Engevix, com a Corporación América S/A, empresa argentina de concessões aeroportuárias. Cada empresa detém participação de 50% no consórcio. Essa parceria saiu vitoriosa do primeiro leilão de concessão de aeroportos do país, realizado em 22 de agosto de 2011 e passou então a ser responsável pela construção parcial, manutenção e exploração do Aeroporto Internacional de São Gonçalo do Amarante (ASGA), na Grande Natal, por um período de 28 anos. Quase seis meses depois, o consórcio arrematou a concessão do Aeroporto Internacional Juscelino Kubistchek, em Brasília, em leilão realizado no dia 6 de fevereiro de 2012. A concessão prevê a ampliação, manutenção e exploração do Aeroporto Internacional de Brasília, por um período de 25 anos.

## Composição

### Infravix Empreendimentos S/A
A Infravix Empreendimentos S/A foi fundada em novembro de 2010, tendo como objetivo participar do desenvolvimento da infraestrutura no Brasil. A Infravix faz parte do Grupo Engevix, o maior de engenharia consultiva do país e que possui experiência de mais de 30 anos na execução de projetos e obras de aeroportos, tendo atuado, por exemplo, no Galeão (Rio de Janeiro/RJ), Guarulhos (São Paulo/SP), Viracopos (Campinas/SP), Congonhas (São Paulo/SP), Deputado Luís Eduardo Magalhães (Salvador/BA), Confins (Belo Horizonte/MG), Herlício Luz (Florianópolis/SC) e Pinto Martins (Fortaleza/CE), entre outros.
A Engevix foi fundada em 1965 e desenvolve atividades de prestadora de serviços em diversos setores da economia, como energia, óleo e gás, químico e petroquímico, indústrias de base e infraestrutura. Em 2010, a empresa registrou um volume de pedidos em carteira de 3 bilhões de reais. A empresa atua também em Angola, no México e no Peru.

### Corporación América
A Corporación América é uma holding argentina que detém concessão para cargas e terminais em 49 aeroportos da América Latina e outros países. As atividades abrangem administração operacional, design, planejamento e construção de terminais, administração comercial, abastecimento, taxas e outros serviços locais. Além de possuir experiência de concessão e operação aeroportuária em aeroportos como Carrasco (Montevidéu, Uruguai), Ezeiza e Aeroparque (Buenos Aires, Argentina) e Guayaquil (Equador), entre outros. A empresa possui 89% da Aeropuertos Argentina 2000 - que opera um sistema aeroportuário que administra 90% do tráfego de passageiros da Argentina.
A Corporación América também atua em outros setores como concessão de rodovias, obras, energia, agronegócios, tecnologia e serviços.

## Aeroportos

### Aeroporto Internacional de Brasília
Após o leilão dos Aeroportos de Guarulhos, Viracopos e Brasília, o Consórcio Inframérica adquiriu o Aeroporto Internacional de Brasília Presidente Juscelino Kubstichek pagando R$ 4,501 bilhões, ágio de 673,89%. A Inframérica pretende, no período de 25 anos de concessão, reformar, expandir e modernizar os 2 terminais do aeroporto, além de construir um novo, com 15 pontes de embarque, ficando um total de 28. O Consórcio, pretende investir 2,85 bilhões de reais, 750 milhões só até a Copa de 2014 para torná-lo o mais moderno do país, com a maior sala VIP da América Latina, além de dobrar o número de vagas de estacionamento para 3000 e aumentar a capacidade do aeroporto de 16 milhões, para 20 milhões durante a Copa do Mundo FIFA de 2014, e 41 milhões na fase final.

### Complexo Aeroportuário da Grande Natal
O Consórcio Inframérica é responsável também por administrar o Aeroporto Internacional de São Gonçalo do Amarante, localizado na Região Metropolitana de Natal, Rio Grande do Norte. É o primeiro complexo aeroportuário do país administrado pela iniciativa privada. A concessão que durará 28 anos, promete fazer do futuro Aeroporto da Grande Natal, o quarto hub brasileiro e mais uma das portas de entrada de turistas para a Copa do Mundo de Futebol de 2014 e as Olimpíadas de 2016.